# 四號鎮區 (堪薩斯州哈珀縣)
四號鎮區（英語：Township 4）是位於美國堪薩斯州哈珀縣的一個行政鎮區。

## 地方資料
四號鎮區的面積為297.01平方千米，當中陸地面積為297.03平方千米，而水域面積為0.18平方千米。根據2010年美國人口普查的數據，當地共有人口178人，而人口密度為每平方千米0.6人。

## 外部連結
- US-Counties.com
- City-Data.com （页面存档备份，存于）